# Vicente Parraguirre
 Vicente Ignacio Parraguirre Villalobos (14 de outubro de 1994) é um voleibolista chileno, que atua como ponta. É jogador do Ciudad Vóley e da Seleção Chilena.

## Títulos
Clubes
- Campeonato Argentino:
- 2021

- Supercopa da Argentina
- 2021
- 2022

- Copa da Argentina
- 2022
- 2021

- Copa Checa
- 2021

- Campeonato U Sports
- 2018-19[1]

Seleção principal
- Torneio Pré-Olímpico de Voleibol Masculino de 2016 - Intercontinental
- Torneio Pré-Olímpico de Voleibol Masculino de 2016 - Intercontinental:2016

Copa Pan-Americana Masculino Sub-21:
- 2011

Jogos Sul-Americanos:
- 2022[2]
- 2018[3]

Campeonato Sul-Americano:
- 2019[4], 2021[5]

## Premiações individuais
- 2° Melhor ponteiro do  Campeonato Sul-Americano de 2023
- Maior pontuador da Copa Pan-Americana de 2022
- 2° Melhor ponteiro  da Copa Pan-Americana de 2022
- 2° Melhor ponteiro da Liga A1 Argentina  2021-22
- 2° Melhor ponteiro do  Campeonato Sul-Americano de 2021
- 2° Melhor ponteiro dos Jogos Pan-Americanos de 2019
- 2° Melhor ponteiro do  Campeonato Sul-Americano de 2017